# Walter Pedraza
Walter Fernando Pedraza Morales (27 november 1981) is een Colombiaans wielrenner die anno 2018 rijdt voor GW Shimano. Pedraza is een sterke klimmer. Hij boekte diverse overwinningen in Zuid-Amerika, rijdend voor de Colombiaanse ploeg Orbitel of zelfs zonder ploeg, toen hij een contract verdiende bij de grotere Italiaans-Venezolaans-Colombiaanse ploeg Selle Italia. In 2008 vertrok Pedraza naar de ploeg van Oleg Tinkov waar hij na één seizoen alweer vertrok. In 2010 reed hij voor het Griekse SP Tableware, waar hij anderhalf jaar bleef.

## Belangrijkste overwinningen
2005
 Colombiaans kampioen op de weg, Elite
3e etappe Ronde van Colombia
2006
7e etappe Ronde van Colombia
2007
10e etappe Ronde van Táchira
9e etappe Ronde van Líder
2009
3e etappe Ronde van de Pyreneeën
2011
1e etappe Ronde van Colombia
2012
Eindklassement Clásico RCN
2013
 Colombiaans kampioen op de weg, Elite
2014
7e etappe Ronde van Brazilië
1e etappe Ronde van Colombia (ploegentijdrit)
Bergklassement Ronde van Colombia
Bergklassement Ronde van Guatemala

## Resultaten in voornaamste wedstrijden
| Jaar | Ronde van Italië | Ronde van Frankrijk | Ronde van Spanje |
| ---- | ---------------- | ------------------- | ---------------- |
| 2008 |                  |                     | 85e              |
| 2009 |                  |                     |                  |
| 2010 |                  |                     |                  |
| 2011 |                  |                     |                  |
| 2012 |                  |                     |                  |
| 2013 |                  |                     |                  |
| 2014 |                  |                     |                  |
| 2015 |                  |                     | 136e             |

| Jaar | Ronde van Lombardije |
| ---- | -------------------- |
| 2008 | 48e                  |
| 2009 |                      |
| 2010 |                      |
| 2011 |                      |
| 2012 |                      |
| 2013 |                      |
| 2014 |                      |
| 2015 |                      |

## Ploegen
- 2006 –  Selle Italia-Serramenti Diquigiovanni
- 2007 –  Serramenti PVC Diquigiovanni-Selle Italia
- 2008 –  Tinkoff Credit Systems
- 2009 –  SP. Tableware-Gatsoulis Bikes (vanaf 25-6)
- 2010 –  SP Tableware
- 2011 –  EPM-UNE
- 2012 –  EPM-UNE
- 2013 –  EPM-UNE
- 2015 –  Colombia
- 2016 –  GW Shimano
- 2017 –  GW Shimano
- 2018 –  GW Shimano